# لوکا بیگاتسی
لوکا بیگاتسی (ایتالیایی: Luca Bigazzi؛ زادهٔ ۹ دسامبر ۱۹۵۸) فیلم‌بردار، و فیلم‌نامه‌نویس اهل ایتالیا است.
از فیلم‌ها یا مجموعه‌های تلویزیونی که وی در آن‌ها نقش داشته‌است، می‌توان به عشق پردردسر، لامریکا، آن‌طور که ما خندیدیم، فردا، سوختن در باد، پیامدهای عشق، ایل دیوو، کپی برابر اصل، اینجا باید همان‌جا باشد، زیبایی بزرگ، جوانی، پاپ جوان، داستان ارواح سیسیلی، محاکمه آغاز می‌شود، نخستین بارش برف و پاپ جدید اشاره نمود.